# Hamid Algabid
Hamid Algabid (Tanout, 1941) è un politico nigerino, primo ministro dal 1983 al 1988.
Dal 1988 al 1996 ha ricoperto l'incarico di segretario generale dell'Organizzazione della cooperazione islamica.
Esponente del Raggruppamento per la Democrazia e il Progresso, si è candidato alle elezioni presidenziali del 1999 ottenendo il 10,8% dei voti; ripresentatosi alle successive presidenziali del 2004, ha conseguito il 4,9%.
| Controllo di autorità | VIAF (EN) 29575615 · ISNI (EN) 0000 0000 3309 434X · LCCN (EN) n90693440 · GND (DE) 170911454 · BNF (FR) cb12172856c (data) |